# José María Errandonea Urtizberea
José María Errandonea Urtizberea (Irun, 12 de desembre de 1940) és un ciclista basc, ja retirat, que fou professional entre 1962 i 1970. Els seus principals èxits esportius els aconseguí a la Volta ciclista a Espanya on guanyà tres etapes, i al Tour de França, on guanyà una etapa. En ambdues proves arribà a liderar la carrera.
Inicialment es va formar com a ciclista de pista, participant en les proves de velocitat i persecució per equips dels Jocs Olímpics de Roma de 1960.
Posteriorment va passar al ciclisme en ruta, i després d'uns anys com a ciclista aficionat (principalment en curses franceses), en el que destaca el tercer lloc a la Volta a Catalunya de 1964, va donar el salt al professionalisme el 1966 a l'equip Fagor.
Com a professional destaquen les seves actuacions a la Bicicleta Eibarresa, Volta a Espanya i Tour de França. La seva experiència en pista i la seva punta de velocitat el van ajudar a guanyar la contrarellotge amb què començà la Volta a Espanya de 1966. Va mantenir el lideratge durant tres etapes i finalitzant finalment en una meritòria 10a posició. Aquell mateix any va córrer el Tour de França per primera vegada, acabant el 56è.
El 1967 Errandonea aconseguí el lideratge del Tour de França. Era la primera vegada que es disputava una etapa pròleg al Tour. Es tractava d'una contrarellotge individual de poc menys de 6 km que decidiria el portador del mallot groc durant les primeres etapes de la carrera. Quan tothom donava com a vencedor del pròleg a Raymond Poulidor, que havia fet el millor temps dels favorits, i tan sols faltaven un grapat de corredors sense nom per arribar a la meta, Errandonea va millorar el seu temps en 6 segons, fent-se amb l'etapa i el lideratge de la cursa. Aquest lideratge el mantingué durant dues etapes, ja que hagué d'abandonar durant la disputa de la tercera jornada per culpa d'una caiguda i una inoportuna fístula.
El 1968, com a cap de files de l'equip Fagor, va prendre part a la Volta a Espanya, guanyant una etapa i acabant en una meritòria 4a posició final. Aquell mateix any va guanyar la Bicicleta Eibarresa.
El 1970, el darrer com a professional guanyà una nova etapa a la Volta a Espanya.
El seu germà José Luis també fou ciclista.

## Palmarès
- 1959
  - 1r de la Volta al Bidasoa
- 1961
  -  Campió d'Espanya de persecució (pista)
- 1966
  - Vencedor d'una etapa a la Volta a Espanya
  - Vencedor d'una etapa de la Bicicleta Eibarresa
  - 1r al Gran Premi Drink (etapa de la Setmana Catalana)
- 1967
  - Vencedor d'una etapa del Tour de França
  - Vencedor d'una etapa de la Volta a Suïssa
  - Vencedor d'una etapa de la Bicicleta Eibarresa
  - Vencedor d'una etapa de la Setmana Catalana
- 1968
  - 1r de la Bicicleta Eibarresa
  - Vencedor d'una etapa a la Volta a Espanya
- 1970
  - Vencedor d'una etapa a la Volta a Espanya

### Resultats a la Volta a Espanya
- 1966. 10è de la classificació general. Vencedor d'una etapa
- 1967. 23è de la classificació general
- 1968. 4t de la classificació general. Vencedor d'una etapa
- 1970. 35è de la classificació general. Vencedor d'una etapa

### Resultats al Tour de França
- 1966. 56è de la classificació general
- 1967. Abandona (3a etapa). Vencedor d'una etapa. Porta el mallot groc durant 2 etapes

### Resultats al Giro d'Itàlia
- 1968. 46è de la classificació general